# Taft (Kalifornia)
Taft város az USA Kalifornia államában, Kern megyében. Lakosainak száma 8546 fő (2020. április 1.).

## Népesség
A település népességének változása:

| 2010 | 9 327 |
| 2020 | 8 546 |